# Skuodas
Skuodas est une ville du nord-ouest de la Lituanie, de l'apskritis de Klaipėda, située près de la frontière avec la Lettonie. Elle est traversée par le fleuve Bartuva. Sa population est de 7 896 habitants au recensement de 2001.

## Histoire
La ville avait historiquement une importante communauté juive.Il y avait quatre synagogues et la population juive s'élevait à 2 300 personnes à la fin du XIXe siècle, ce qui représentait 60 % de la population totale.
En 1941, un Einsatzgruppen composé d'allemands et de nationalistes lituaniens massacre 500 juifs dans plusieurs exécutions de masse,,,